# António da Silveira Bual
António da Silveira Bual foi um engenheiro, ferroviário e empresário português.

## Biografia

### Educação
Estudou no Instituto Superior Técnico da Universidade Técnica de Lisboa, tendo concluído, no ano de 1930, os cursos de Engenharia Mecânica e Engenharia Electrotécnica.

### Carreira profissional
Empregou-se, em Abril de 1931, como engenheiro-chefe do Serviço de Tracção e Electricidade da Sociedade Estoril; em Setembro de 1944, é promovido à posição de engenheiro subdirector, e, em 1 de Janeiro de 1949, passa a engenheiro director. Foi responsável, enquanto exercia este cargo, por ter contribuído para o desenvolvimento da zona do Estoril. Em 1953, dirigiu pessoalmente a instalação de dois ratificadores na Subestação Transformadora de Paço de Arcos.